# Franz Max Broudre

Franz Max Broudre 1907

Franz Max Broudre (* 15. Juni 1852 in Saaz, Böhmen, Kaisertum Österreich; † 27. Mai 1907 ebenda) war ein böhmischer Rechtsanwalt, Stadtrat und Kommunalpolitiker.

## Leben und Wirken
Broudre entstammte alten Saazer Patrizierfamilien und war der Sohn des Saazer Ökonom Max Broudre.
Broudre absolvierte 1870 in Saaz das Gymnasium und studierte anschließend an der deutschen Universität in Prag. 1875 wurde er hier promoviert. Nachdem er die Befähigung als Advokat in der Kanzlei von Constantin Ritter von Schönfeld erhalten hatte, eröffnete er am 30. Oktober 1881 in Saaz seine eigene Anwaltskanzlei.
Im selben Jahr gründete er den Deutsch-Politischen Verein, dessen Obmann er wurde, sowie eine der ersten Ortsgruppen des deutschen Schulvereins. Broudre heiratete 1881 Anna Wüstl, eine Tochter des Saazer Stadtrats Karl Wüstl. 1882 wurde er in den Gemeindeausschuss von Saaz gewählt und stand ihm als erster Stadtrat vor. In diesem Amt wurde er in drei Wahlperioden erneut bestätigt. Er war auch in der Direktion der Saazer Sparkasse und zweiter Bürgermeister von Saaz.

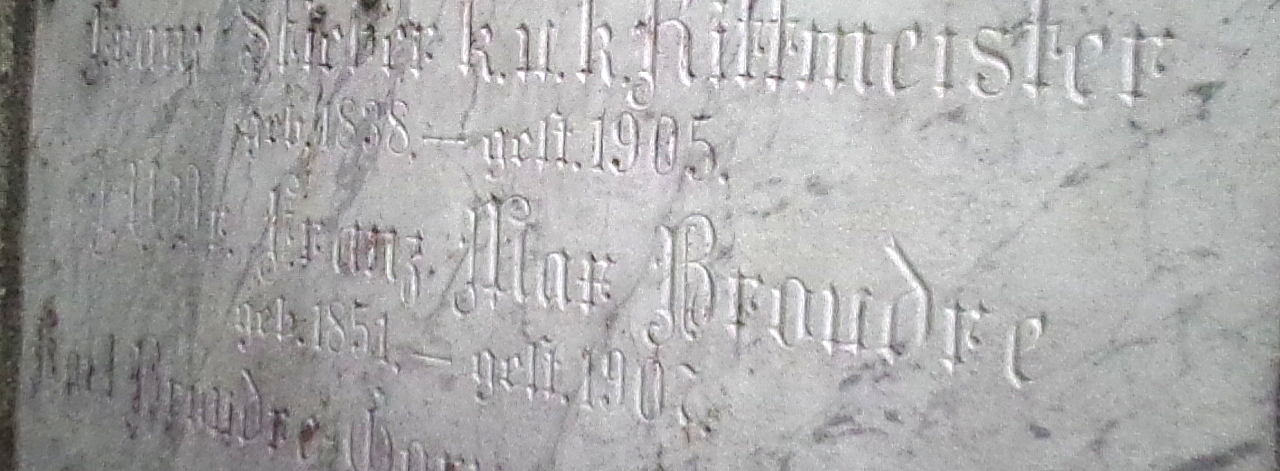
Grabstätte von Franz Max Broudre

1895 schloss sich Broudre der nationalen Bewegung an und wurde Führer der nationalen Partei in der Stadt. Diese vertrat er auch auf Stadt- und Bezirksebene. Er zählte zu den engsten Vertrauenspersonen von Franz Schmeykal.
Kurz vor seinem Tod war er, nachdem er über einen längeren Zeitraum hier eine führende Rolle gespielt hatte, noch zum Obmannstellvertreter der Saazer Bezirksvertretung gewählt worden. 
Das Familiengrab der Familie Broudre in Saaz existiert heute (Stand 2021) noch.

## Ehrungen

Broudre Park

Kurz nach Broudres Tod wurde am 15. Juni 1907 der neu gegründete Stadtpark am Kaiserin Elisabeth Krankenhaus Saaz als Dr. Broudre Park benannt.